# Chadstone, England
Chadstone är en by i Northamptonshire i England. Byn är belägen 11 km 
från Northampton. Orten har 25 invånare (2009). Byn nämndes i Domedagsboken (Domesday Book) år 1086, och kallades då Cedestone.